# Сипай
Сипат, сипай (фр. Cipâte; Cipaille), (англ. Sea-pie) — блюдо канадской кухни (в частности, квебекской, акадийской), представляющий собой многослойный пирог, начинённый мясом или рыбой (морепродуктами). Кроме этих основных компонентов, в состав могут входить другие. Блюдо готовится путём нахождения (томление) в печи в чугунном котле в течение нескольких часов. Компоненты готовятся в нижней части котла, а сверху помещается толстый слой теста.
В отношении этимологии названия и происхождения блюда существует несколько теорий. По распространённому толкованию сипат происходит от французского «шесть пластов теста» (фр. cipâte от six-pâtes), или от английского «морской пирог» (sea-pie). Ещё по одной версии, предполагается, что блюдо восходит к паштету (pâté) из шести видов мяса (в том числе из дичи, например, зайчатины или куропатки). Такое сытное блюдо как сипай входило в рацион английских моряков, а в настоящее время готовится для праздничных семейных торжеств или для угощения большой компании. Также существует разновидность пирога с ягодами (малина, черника или голубика), в таком варианте используется шесть слоёв теста бризе, выпекаемых в форме для приготовления тарта (французский открытый пирог).